# Gemmabryum inaequale
Gemmabryum inaequale là một loài Rêu trong họ Bryaceae. Loài này được (Taylor) J.R. Spence & H.P. Ramsay mô tả khoa học đầu tiên năm 2005.